# Amtsbezirk Hartberg
Der Amtsbezirk Hartberg war zwischen 1853 und 1867 eine Verwaltungseinheit im Grazer Kreis in der Steiermark.
Der Amtsbezirk war der Kreisbehörde in Graz unterstellt und besorgte deren Amtsgeschäfte vor Ort. Die Zuständigkeit erstreckte sich neben Hartberg auf die Gemeinden Blaindorf, Buch, Dienersdorf, Ebersdorf, Eggendorf, Erdwegen, Flattendorf, Geißldorf, Grafendorf, Gräflerviertel, Großhart, Habersdorf, Hartl, Hohenbruck, Hopfau, St. Johann in der Haide, Kaibing, Kaindorf, Kopfing, Lafnitz, Leitersdorf, Lemberg, Limbach, Löffelbach, Mitterdambach, Neudau, Neustift, Oberlungitz, Oberrohr, Obersafen, Penzendorf, Ring, Rohrbach bei Lafnitz, Rohrbach bei Waltersdorf, Safenau, Schildbach, Schölbing, Sebersdorf, Seibersdorf, Stambach, Staudach, Unter Lungiz, Unterrohr, Wagenbach, Wagerberg, Wagendorf, Waltersdorf, Weinberg, Wenireith und Wörth.